# Surgeon Simulator
Surgeon Simulator (раније Surgeon Simulator 2013) је хируршка симулацијска видео игра Тома Џексона, Џека Гуда, Лука Вилијамса и Џејмса Бродлија из Bossa Studios. Почетна верзија је направљена у периоду од 48 сати за Global Game Jam 2013; програмери су наставили и провели 48 дана стварајући комерцијалну верзију. Пуна верзија је објављена преко Стима у априлу 2013, а GOG.com 10. октобра 2013. након чега је уследило издање за iPad 7. марта 2014.
Наставак, Surgeon Simulator 2, објављен је у августу 2020.

## Играње
Surgeon Simulator се игра у перспективи првог лица. Покрет миша се користи за контролу кретања руке играча. Држећи десни тастер миша и померајући миш, играч може да ротира руку. Лево дугме миша се користи за спуштање руке. Подразумевано, тастери A, W, E, R и размакница се користе за контролу појединачних одговарајућих цифара за хватање ставки. Игра се састоји од покушаја играча да изврши различите хируршке процедуре, на пример трансплантацију срца. Вишеструки додатни режими су доступни након завршетка раних операција, као што је извођење операције у колима хитне помоћи где хируршки инструменти поскакују насумично, и рад у простору где окружење нулте тачке изазива да сви инструменти слободно лебде.
Три функције бесплатног садржаја за преузимање (ДЛЦ) и један плаћени ДЛЦ додати су након објављивања. Први је објављен 21. јуна 2013. и садржи операцију у којој играч изводи операцију на лика Heavy из Team Fortress 2, на основу промотивног видеа Team Fortress 2 „Meet the Medic“. Други је објављен 9. септембра 2013, под називом „Code Name Trisha“ и садржи операцију у којој се операција изводи на ванземаљцу. Трећа је објављена 2. јуна 2016, под називом „Inside Donald Trump“, у којој се врши трансплантација срца тадашњем председничком кандидату Доналду Трампу. 14. августа 2014. на Стиму је објављено Anniversary A&E Edition. Додао је трансплантацију очију и зуба из iOS верзије заједно са неким другим функцијама, као што је рад док трчи кроз болничке ходнике.

## Прича
Протагониста игре је хирург по имену Најџел Берк, који је 1987. смештен у измишљену болницу негде у Уједињеном Краљевству. Он изводи разне операције, у почетку на пацијенту којег су програмери игре од миља назвали 'Боб', а касније оперише Боба унутар свемирске станице која кружи око Земље. Након тога, ванземаљска раса га контактира преко ВХС траке, и оперише једног од ванземаљаца, чиме добија титулу „најбољег хирурга у универзуму“.

## Развој
Почетна верзија Surgeon Simulator 2013 креирана је за Global Game Jam у којој је тим имао 48 сати да направи игру. Тим је инспирисао игру Jurassic Park: Trespasser за контролну шему, која је такође настала јер би тимови у џему добијали бонус поене ако би игра користила десет дугмади на тастатури. Тим је у почетку желео да додели прст сваком дугмету, али је убрзо схватио да је то непрактично и уместо тога ограничио је овај стил контроле само на једну руку, док је другу контролисао миш.
Програмери у почетку нису били сигурни да ли је игра "стварно" смешна или не, иако су се смејали да нису били сигурни да ли је то изазвала игра или недостатак сна. Тек када су прототип коначно представили публици, схватили су комични потенцијал.

## Издање
У јануару 2014, Bossa је објавио снимак iPad издања игре која ће бити објављена негде те године. 7. марта објављен је Surgeon Simulator (у то време под називом Surgeon Simulator 2013 ) и садржао је класичне трансплантације срца и бубрега и две нове трансплантације: ока и зуба. Апликација укључује нову функцију коридора у којој играч мора да спаси Боба док кола са најмање седам предмета пролазе и не морају да га убију.
Постоји нова функција која користи предност пулса, што га чини изазовнијим за играче. Када достигне 0, играч мора да напуни дефибрилаторе да би спасио Боба.
Плејстејшн 4 верзија игре је објављена 10. јуна 2014. и објављена 12. августа 2014. године, са свим операцијама игара на свакој локацији. ПС4 верзија је објављена и названа Surgeon Simulator: A&E Anniversary Edition.
Верзија за Нинтендо Свич је најављена у јулу 2018. и објављена 13. септембра 2018. године, а означена је као Surgeon Simulator CPR што значи „Спреман за кооперативну игру“. Игра је укључивала посебан локални кооперативни режим, омогућавајући двојици играча да користе одвојене Joy-Con да контролишу Најгелове руке.

## Пријем
Рецепција игре је била помешана, а критичари су изјавили да иако је игру било тешко контролисати, ова потешкоћа је била „део привлачности“. Ars Technica је прокоментарисао глас наратора, рекавши да то „побија смешност која се одвија док се клонуо и млатарао кроз операцију“. Rock, Paper, Shotgun је похвалио хумор и забаву игре и рекао да „Surgeon Simulator 2013 није бриљантна игра. Али то је бриљантна шала. У форми игре. То је идеја која је сјајна величина изнад 90% онога што ће бити објављено ове године јер је тако апсурдна.“ Eurogamer је оценио игру са 7/10 и такође је похвалио њен хумор.
Surgeon Simulator 2013 је продат у 2 милиона примерака од 4. фебруара 2015.